# Centro Académico Romano Fundación
La Fundación CARF, és una entitat sense ànim de lucre que va néixer el 1989 amb l'objectiu de donar suport a la formació dels seminaristes i sacerdots catòlics. Els becats estudien a la Universitat Pontifícia de la Santa Creu i la Universitat de Navarra. Diverses entitats realitzen activitats anualment per recaptar fons per a l'entitat.
La institució es va formar quan Sant Joan Pau II va demanar al beat Álvaro del Portillo, en aquest moment, prelat de l'Opus Dei, que comencés una universitat a Roma (Itàlia) per a proporcionar una formació sòlida als futurs sacerdots.
En els seus gairebé 30 anys d'història, a prop de 16.000 alumnes de 128 països s'han beneficiat de les seves ajudes per poder formar-se.